# I Have Electric Dreams
I Have Electric Dreams (Originaltitel: Tengo sueños eléctricos, dt.: „Ich habe elektrische Träume“) ist ein Spielfilm von Valentina Maurel aus dem Jahr 2022. Das in Costa Rica angesiedelte Jugenddrama handelt von einem 16-jährigen Mädchen, das zwischen der Scheidung ihrer Eltern und ihrer erwachenden Sexualität hin- und hergerissen ist. Die Hauptrolle übernahm Daniela Marín Navarro.
Die Koproduktion zwischen Belgien, Frankreich und Costa Rica wurde Anfang August 2022 beim Locarno Film Festival uraufgeführt, wo sie mehrfach preisgekrönt wurde.

## Handlung
San José (Costa Rica) in der Gegenwart: Seit der Scheidung ihrer Eltern hat die 16-jährige Eva Adoleszenz-Albträume, die titelgebenden „elektrischen Träume“. Wie auch ihr Vater Palomo, ein Musiker und Dichter, verspürt sie eine innerliche Wut und gewisse Unbeherrschtheit. Mit ihrer kleinen Schwester lebt Eva bei ihrer Mutter. Diese möchte das Haus renovieren und die Katze loswerden, da das verstörte Tier überall sein Revier markiert. Gleichzeitig sehnt sich der unkontrollierte Palomo nach seiner Familie. Als er das Haus seiner Ex-Frau und der gemeinsamen Kinder aufsucht und nicht eingelassen wird, schlägt er sich wütend die Stirn am geschlossenen Garagentor blutig. Evas Mutter ignoriert ihn und dreht das Autoradio lauter, während ihre kleine Schwester aus Angst sich ebenfalls auf dem Rücksitz vollpinkelt.
Eva ist von der neuen Familiensituation hin- und hergerissen. Sie hat Verständnis für die Situation ihres Vaters und will zu ihm ziehen. Gleichzeitig entlädt sich ein Teil der Verwirrtheit in ihrer erwachenden Sexualität. Eva beginnt ihren Körper kennenzulernen und zu masturbieren. Gleichzeitig neigt sie zu selbstverletzendem Verhalten. Am Ende geht sie gestärkt aus den Geschehnissen hervor und selbstbewusster und reifer und besser für das Leben gerüstet, als die Erwachsenen um sie herum.

## Hintergrund
I Have Electric Dreams ist das Spielfilmdebüt der in Costa Rica geborenen und in Belgien lebenden Regisseurin und Drehbuchautorin Valentina Maurel. Sie hatte das Bedürfnis, eine Kind-Vater-Beziehung filmisch zu erforschen und schrieb das Skript als Fortsetzung ihrer vorher entstandenen Kurzfilme Paul est là (2017) und Lucia will aufs Ganze gehen (2019). Die Dreharbeiten fanden von November bis Dezember 2021 in San José statt.
Der Film wurde von der belgischen Gesellschaft Wrong Men und der französischen Geko Films in Koproduktion mit Tres Tigres Films in Costa Rica produziert. Die internationalen Verwertungsrechte obliegen der Firma Heretic.

## Veröffentlichung und Rezeption
Die Premiere von I Have Electric Dreams erfolgte am 8. August 2022 beim 75. Filmfestival von Locarno. Dort wurde Maurels Regiearbeit gemeinsam mit unter anderem Helena Wittmanns Experimentalfilm Human Flowers of Flesh, Mahesh Narayanans indischer Sozialstudie Ariyippu und Hilal Baydarovs Weltuntergangsfilm Balıqlara xütbə zu den herausstechenden Beiträgen im internationalen Wettbewerb gezählt.
Der unabhängige Schweizer Filmkritiker Michael Sennhauser lobte den Film als souveränen „Balance-Akt auf allen Ebenen“ und verglich ihn mit einem „Spaziergang über die voll befahrene Autobahn“. Es gebe „so gut wie keine Sekunde ohne Anspannung, Angst oder gar Wut in dieser Geschichte“. Hauptdarstellerin Daniela Marín Navarro lobte Sennhauser als „sensationell“ in der Rolle der Eva.
Aurora Engelen (Cineuropa) nannte dem Film brillant und lobte die beiden Hauptdarsteller Daniela Marín Navarro sowie Reinaldo Amien Gutiérrez als liebevollen und gewalttätigen Vater. Bei Maurels Regiearbeit handele es sich nicht um einen klassischen Coming-of-Age-Film, bei dem sich ein Mädchen über den Sommer in eine junge Frau verwandele. „Eva geht weiter: Sie sieht die Qual, das Unvermögen, die Gewalt dessen, was sie „auf der anderen Seite“, nach der Pubertät, erwartet“, so Engelen. Die selten im Kino gezeigte Stadt San José werde fernab aller Exotik dargestellt.

## Auszeichnungen
Für I Have Electric Dreams erhielt Valentina Maurel ihre erste Einladung in den Wettbewerb um den Goldenen Leoparden, den Hauptpreis des Filmfestivals von Locarno. Zwar hatte sie gegenüber Júlia Murats Regra 34 das Nachsehen, aber sie erhielt den Regiepreis zuerkannt, während Daniela Marín Navarro und Reinaldo Amien Gutiérrez als beste Darsteller geehrt wurden.